# Роберт Мілкінс
Роберт Мілкінс (англ. Robert Milkins; нар. 6 березня 1976 року)  — англійський професійний гравець у снукер.
Роберт став професіоналом у 1995 році, з того часу й донині (станом на 27 березня 2022 року) виступає в професійному турі. Однак, перший рейтинговий титул Мілкінс здобув лише в 2022 році, на 27 році кар'єри. Як плідний брейкбілдер, зробив за кар'єру більше 100 сотенних серій. 

## Віхи кар'єри
2005 рік. Доходить до свого першого півфіналу рейтингового турніру на Irish Masters, програвши Метью Стівенсу з рахунком 8:9.
2006 рік. Робить свій перший максимальний брейк (147 очок) у кваліфікації до Чемпіонату світу.
2009 рік. Виграє нерейтинговий турнір Pro Challenge Series - Event 3, перемігши в фіналі Джо Джогіа з рахунком 5:3.
2011 рік. Доходить до фіналу турніру однофреймових матчів Shoot Out, де програє Найджелу Бонду.
2012 рік. Вдруге робить максимальний брейк, і знову в кваліфікації до Чемпіонату світу. Виходить до півфіналу турніру World Open.
2013 рік. Виграє в Ніла Робертсона на Чемпіонаті світу і виходить до 1/16 фіналу. Півфіналіст Wuxi Classic та Australian Open.
2014 рік. Виходить до півфіналу International Championship та фіналу Ruhr Open, де поступається Шону Мерфі 0:4. Вперше потрапляє до топ-16 у рейтингу професійних гравців у снукер.
2017 рік. Півфіналіст Welsh Open.
2018 рік. Переміг Ніла Робертсона в Crucible і втретє вийшов до 1/8 фіналу Чемпіонату світу.
2022 рік. Виграє свій перший рейтинговий титул на Gibraltar Open, перемігши в фіналі Кайрена Вілсона 4:2.
2023 рік. На турнірі German Masters робить у першому раунді рідкісний брейк у 146 очок, а потім у 1/4 фіналу свій третій максимальний брейк (147 очок). Здобуває другий рейтинговий титул у кар'єрі, перемігши в фіналі Welsh Open Шона Мерфі з рахунком 9:7. Також за перемогу в турнірі здобуває додатковий бонус BetVictor Series в розмірі £150 000.

## Особисте життя
5 жовтня 2010 в Роберта і його подруги Ели народився первісток Чарлі. Загалом у пари троє дітей.
Мілкінс неодноразово мав проблеми з боргами і алкоголем. Нині вважає, що цей період закінчився, але рецидиви, на жаль, час від часу трапляються.